# 羅伯托·拉戈
羅伯托·拉戈（西班牙語：Roberto Lago；1985年8月30日—）是一位西班牙足球運動員。在場上的位置是左後衛。他現在效力於西班牙足球甲級聯賽球隊赫塔菲足球俱樂部。他也曾效力於皇家塞爾塔等球隊。